# Communauté d'agglomération Sud de Seine
La Communauté d'agglomération Sud de Seine est une ancienne communauté d'agglomération française, située dans le département des Hauts-de-Seine et la région Île-de-France. 
Elle est dissoute depuis le 31 décembre 2015, compte tenu de la création de l'Établissement public territorial Vallée Sud Grand Paris le 1er janvier 2016, dans le cadre de la mise en place de la métropole du Grand Paris.

## Historique
La communauté d'agglomération Sud de Seine a été créée par arrêté préfectoral au 1er janvier 2005.
Les communes de Châtillon et de Montrouge avaient également été approchées, mais elles n'ont pas souhaité s'associer à cette intercommunalité, préférant créer la communauté de communes de Châtillon-Montrouge.
Les compétences de l'intercommunalité se sont progressivement accrues, avec : 
en 2005
- L'environnement et développement durable avec la gestion des déchets, la lutte contre les pollutions, l'assainissement et les transports ;
- Le développement économique ;
- Le programme local de l'habitat (PLH).

en 2007
- Transfert de l'ensemble des piscines et des conservatoires de musique et de danse du territoire ;

en 2010
- L'emploi et l'insertion ;
- Le Centre Local d'Information et de Coordination gérontologique (CLIC ;
- L'éclairage public.

en 2011
- L'ensemble des équipements culturels (médiathèques, théâtres et cinémas)[1]

Dans le cadre de la mise en place de la métropole du Grand Paris, la loi portant nouvelle organisation territoriale de la République du 7 août 2015 (Loi NOTRe) prévoit la création d'établissements publics territoriaux (EPT), qui regroupent l'ensemble des communes de la métropole à l'exception de Paris, et assurent des fonctions de proximité en matière de politique de la ville, d'équipements culturels, socioculturels, socio-éducatifs et sportifs, d'eau et assainissement, de gestion des déchets ménagers et d'action sociale. 
L'établissement public territorial Vallée Sud Grand Paris a été créé par un décret du 11 décembre 2015 et regroupe les communes des trois intercommunalités supprimées :

- Communauté de communes de Châtillon-Montrouge (2 communes : Montrouge, Châtillon) ;

- Communauté d'agglomération des Hauts-de-Bièvre (5 communes alto-séquanaises : Châtenay-Malabry, Antony, Bourg-la-Reine, Le Plessis-Robinson, Sceaux ; les deux communes essonniennes de Verrières-le-Buisson et Wissous ne font pas partie de l'EPT Vallée Sud Grand Paris) ;

- Communauté d'agglomération Sud de Seine (4 communes : Fontenay-aux-Roses, Bagneux, Clamart, Malakoff).
Pendant une période transitoire ne pouvant excéder deux ans, l'EPT exerce les compétences des anciennes intercommunalités au bénéfice de leurs communes membres. Il devra dans ce délai définir les compétences qu'il conservera, et restituera aux communes les autres compétences.

## Territoire communautaire

### Géographie
Située au sud du département des Hauts-de-Seine, la Communauté bénéficiait d’un environnement économique, technologique, social et culturel exceptionnel. 
Ce territoire s’étendait aux portes de la capitale et jusqu’au cœur de la Vallée scientifique de la Bièvre comprenant deux pôles mondiaux de compétitivité, Meditech et Systém@tic, et un pôle à vocation mondiale, Image, Multimédia, Vie numérique.
Il se trouvait entre le centre d’affaires de la Défense et le pôle scientifique du Plateau de Saclay. Concernée par le périmètre d'une installation nucléaire, la communauté d'agglomération était membre de la Commission locale d'information auprès du CEA de Fontenay-aux-Roses.

### Composition
La communauté d'agglomération Sud de Seine regroupait 4 communes : 
| Nom                        | Code Insee | Gentilé       | Superficie (km2) | Population (dernière pop. légale) | Densité (hab./km2) |
| -------------------------- | ---------- | ------------- | ---------------- | --------------------------------- | ------------------ |
| Fontenay-aux-Roses (siège) | 92032      | Fontenaisiens | 2,51             | 22 946 (2014)                     | 9 142              |
| Bagneux                    | 92007      | Balnéolais    | 4,19             | 38 817 (2014)                     | 9 264              |
| Clamart                    | 92023      | Clamartois    | 8,77             | 52 457 (2014)                     | 5 981              |
| Malakoff                   | 92046      | Malakoffiots  | 2,07             | 29 897 (2015)                     | 14 443             |

### Démographie
| 2011    | 2012    | 2013    |
| ------- | ------- | ------- |
| 144 789 | 144 092 | 143 405 |

## Fonctionnement

### Siège
Le siège de l'intercommunalité était situé à  Fontenay aux Roses, immeuble Expansion, 28 rue de la Redoute 92260

### Élus
La communauté d’agglomération était administré par un conseil communautaire composé de 46 conseillers communautaires représentant chacun des conseils municipaux, selon une représentation sensiblement proportionnelle au nombre d’habitants : 
- Bagneux - 12 sièges
- Clamart - 16 sièges
- Fontenay-aux-Roses - 8 sièges
- Malakoff - 10 sièges.

### Liste des présidents
| Période    | Période          | Identité             | Étiquette | Qualité                                                                         |
| ---------- | ---------------- | -------------------- | --------- | ------------------------------------------------------------------------------- |
| 2005       | 2008             | Philippe Kaltenbach  | PS        | Maire de Clamart (2001 → 2014)                                                  |
| 2008       | 2009             | Marie-Hélène Amiable | PCF       | Maire de Bagneux (2004 → ) Députée des Hauts-de-Seine (11e circ.) (2007 → 2012) |
| 2009       | 2012             | Catherine Margaté    | PCF       | Maire de Malakoff (1996 → 2015)                                                 |
| 2012       | 2014             | Philippe Kaltenbach  | PS        | Maire de Clamart (2001 → 2014)                                                  |
| avril 2014 | 31 décembre 2015 | Marie-Hélène Amiable | PCF       | Maire de Bagneux (2004 → ) Conseillère départementale de Bagneux (2015 → 2021)  |

### Compétences
La communauté d'agglomération exerçait les compétences transférées par les communes membres, dans les conditions fixées par le code général des collectivités territoriales. Il s'agissait de :
- Eau (Traitement, Adduction, Distribution)
- Assainissement collectif
- Assainissement non collectif
- Collecte des déchets des ménages et déchets assimilés
- Traitement des déchets des ménages et déchets assimilés
- Lutte contre les nuisances sonores
- Qualité de l'air
- Autres actions environnementales
- Dispositifs contractuels de développement urbain, de développement local et d'insertion économique et sociale
- Conseil intercommunal de sécurité et de prévention de la délinquance
- Création, aménagement, entretien et gestion de zone d'activités industrielle, commerciale, tertiaire, artisanale ou touristique
- Création, aménagement, entretien et gestion de zone d'activités portuaire ou aéroportuaire
- Action de développement économique (Soutien des activités industrielles, commerciales ou de l'emploi, Soutien des activités agricoles et forestières...)
- Construction ou aménagement, entretien, gestion d'équipements ou d'établissements culturels, socioculturels, socioéducatifs
- Schéma de cohérence territoriale (SCOT)
- Schéma de secteur
- Plans locaux d'urbanisme
- Création et réalisation de zone d'aménagement concertée (ZAC)
- Constitution de réserves foncières
- Organisation des transports urbains
- Transport scolaire
- Organisation des transports non urbains
- Prise en considération d'un programme d'aménagement d'ensemble et détermination des secteurs d'aménagement au sens du code de l'urbanisme
- Plans de déplacement urbains
- Études et programmation
- Tourisme
- Programme local de l'habitat
- Politique du logement social
- Action et aide financière en faveur du logement social d'intérêt communautaire
- Action en faveur du logement des personnes défavorisées par des opérations d'intérêt communautaire
- Opération programmée d'amélioration de l'habitat (OPAH)
- Amélioration du parc immobilier bâti d'intérêt communautaire
- Droit de préemption urbain (DPU) pour la mise en œuvre de la politique communautaire d'équilibre social de l'habitat
- Actions de réhabilitation et résorption de l'habitat insalubre
- Éclairage public[réf. nécessaire].

### Régime fiscal et budget
La communauté d'agglomération était financée par la fiscalité professionnelle unique (FPU), qui a succédé a la Taxe professionnelle unique (TPU), et qui assurait une péréquation fiscale entre les communes regroupant de nombreuses entreprises et les communes résidentielles.

## Sources, notes et références
1. ↑  « Compétences et historique », L'Agglomération, sur suddeseine.fr (consulté le 24 février 2016).
2. ↑  Décret n° 2015-1655 du 11 décembre 2015 relatif à la métropole du Grand Paris et fixant le périmètre de l'établissement public territorial dont le siège est à Antony sur Légifrance.
3. ↑  « Communauté d'agglomération Sud de Seine », Liste des intercommunalités de France, sur comersis.fr (consulté le 24 février 2016).

## Pour approfondir